# SES-14
SES-14 ist ein kommerzieller Kommunikationssatellit der Firma SES S.A. mit Sitz in Luxemburg.

## Start
SES-14 wurde am 25. Januar 2018 um 22:30 UTC zusammen mit dem Kommunikationssatelliten Al Yah 3 in der oberen Startposition der Doppelstartvorrichtung einer Ariane-5-Trägerrakete von der Startrampe ELA-3 des Centre Spatial Guyanais in einen supersynchronen Geotransferorbit gebracht. Der Satellit wurde nach rund 27 Minuten Flug von der Oberstufe abgetrennt. Statt der vorgesehenen Umlaufbahn von 250 × 45.000 km mit 3° Bahnneigung wurde SES-14 jedoch in einen deutlich stärker geneigten Orbit gebracht (232 × 43.198 km; 20,64°). Grund hierfür war ein falsch spezifizierter Bezugswert des Trägheitsnavigationssystems der Rakete. Dadurch mussten zusätzlich 166 m/s Delta v aufgebracht werden, um die Bahnneigung zu reduzieren. Die Zeit bis zum Erreichen des geplanten geostationären Orbits sollte sich um etwa 4 Wochen erhöhen. Da der Satellit mit einem sehr effizienten Hallantrieb ausgestattet ist, wurde dieses Manöver vermutlich ohne Beeinträchtigung der geplanten Lebensdauer von 15 Jahren durchgeführt. SES-14 ging im September 2018 von der geplanten Position in Betrieb.

## Aufbau
SES-14 ist mit 20 Ku-Band- und 28 C-Band Transpondern ausgerüstet und soll von der Position 47,5˚ West aus Nord- und Südamerika, die Karibik, den Nordatlantik, Westeuropa und den Mittelmeerraum mit Telekommunikationsdienstleistungen und Fernsehen versorgen. Der Satellit basiert auf dem Satellitenbus Eurostar-3000EOR (Electric Orbit Raising) der Airbus Defence and Space und benutzt für alle Antriebszwecke effiziente Hall-Effekt-Triebwerke statt chemischer Raketentriebwerke. Die 6 PPS5000-Triebwerke des Herstellers Safran/Snecma mit je 2–5 kW Leistungsaufnahme werden zum Anheben des Orbits mit hohem Schub (300 mN) und geringem spezifischen Impuls (1700 s) betrieben, für kleinere Korrekturmanöver und zum Einhalten der vorgesehenen Position dann mit niedrigerem Schub (180 mN) und höherem spezifischen Impuls (1850 s).
Als sekundäre Nutzlast wurde das NASA-Experiment Global-scale Observations of the Limb and Disk (GOLD) in den Satelliten integriert. Über fünf Jahre hinweg soll damit alle 30 Minuten die Temperatur und Zusammensetzung der Ionosphäre und Thermosphäre gemessen werden. GOLD wurde im Rahmen des Explorer-Programms entwickelt und basiert auf einem Spektroskop im fernen UV-Bereich. Das Instrument ist 40 × 30 × 70 cm groß, wiegt 36 kg und verbraucht 72 W Strom.